# Niccolò Alticozzi
Niccolò Alticozzi (Cortona, sec. XVI) è un commediografo italiano.

## Biografia
Di questo personaggio le notizie giunte sino a noi sono talmente scarse che possono essere riassunte solo in supposizioni su eventuali professioni che potrebbe aver praticato come quello di astrologo, astronomo, alchimista, chiromante. Tra le supposizioni anche quella di essere laureato in diritto civile e in diritto canonico. Ciò potrebbe non essere del tutto fuori luogo in quanto la nobile famiglia Alticozzi a Cortona, il cui nome originale era Angelleri e proveniva dalla Germania fin dal 1100, ebbe fra i suoi discendenti un Cesare famoso alchimista e negromante, un Nicolò Bernardino poeta, astrologo e letterato, mentre il più noto Alticozzo Alticozzi fu un prelato, vicelegato per il cardinale Alessandro Sforza a Bologna e vescovo di Guardialfiera, morendo nel 1575.
Ci sono giunte tre commedie per cui fu certamente un commediografo e la data lo colloca prima della nascita della Congrega dei Rozzi di cui fu tra i fondatori Angiolo Cenni, in quel periodo iniziato già nel secolo precedente ed illuminato da vari personaggi che scrissero poesie e commedie, ma poco studiato, che comunemente viene indicato come "pre-Rozzi". Un periodo che però ebbe figure come Niccolò Campani detto lo Strascino, noto peraltro a Pietro Aretino, a Leonardo Mescolino che fu di casa al servizio di Agostino Chigi a Roma, Bastiano di Francesco ed altri nati altrove, che operarono a Siena, ma dei quali quali sappiamo poco o nulla.
Le tre commedie che ci sono pervenute sono queste tre: la brevissima Nencia in terzine e in strofe di settenari; la Pomona, in ottave; I cinque disperati scritta in ottave, in cinque atti. Ed è quest'ultima quella che appare più coinvolgente in quanto egli rappresenta scene di vita quotidiana. Infatti, narra la storia di cinque furfanti, di cui ne fa un ritratto vivace, che, ridotti alla disperazione, si ritirano in un luogo solitario dove però non resistono a lungo alle tentazioni del diavolo, tranne uno di loro. Le commedie I cinque disperati e Pomona furono rappresentati a Siena per la prima volta nel 1524. Copia de I cinque disperati fu ristampata a Venezia nel 1526 mentre nelle successive ristampe veneziane dello stesso anno e del 1531 apparve insieme a la Nencia. 
Va ricordata anche la sua produzione di poesia bucolica, di carattere contadinesco, paesano, volgare, rappresentata da due poesie, Cinzia e Ginetia, ambedue apparse a Siena separatamente nel 1524. Le situazioni sono quelle tipiche della egloga classica: un pastore narra i suoi tormenti oppure ancora un pastorello tentato da Amore. Si è supposto, da parte di alcuni critici, che il poeta e drammaturgo spagnolo Juan del Encina, in visita in Italia, abbia avuto contatti con questi componimenti, riscontrabili nelle sue poesie, ma non essendo certi degli eventi cronologici, potrebbe pure essere avvenuto il contrario, in particolare nella produzione della commedia I cinque disperati che mostrerebbe affinità. Fra le opere andate perse, va ricordato uno "scherzo" in dialetto di Cortona, tolto dalla quarta novella della settima giornata del Decamerone.